# Hongkong op de Olympische Winterspelen 2010

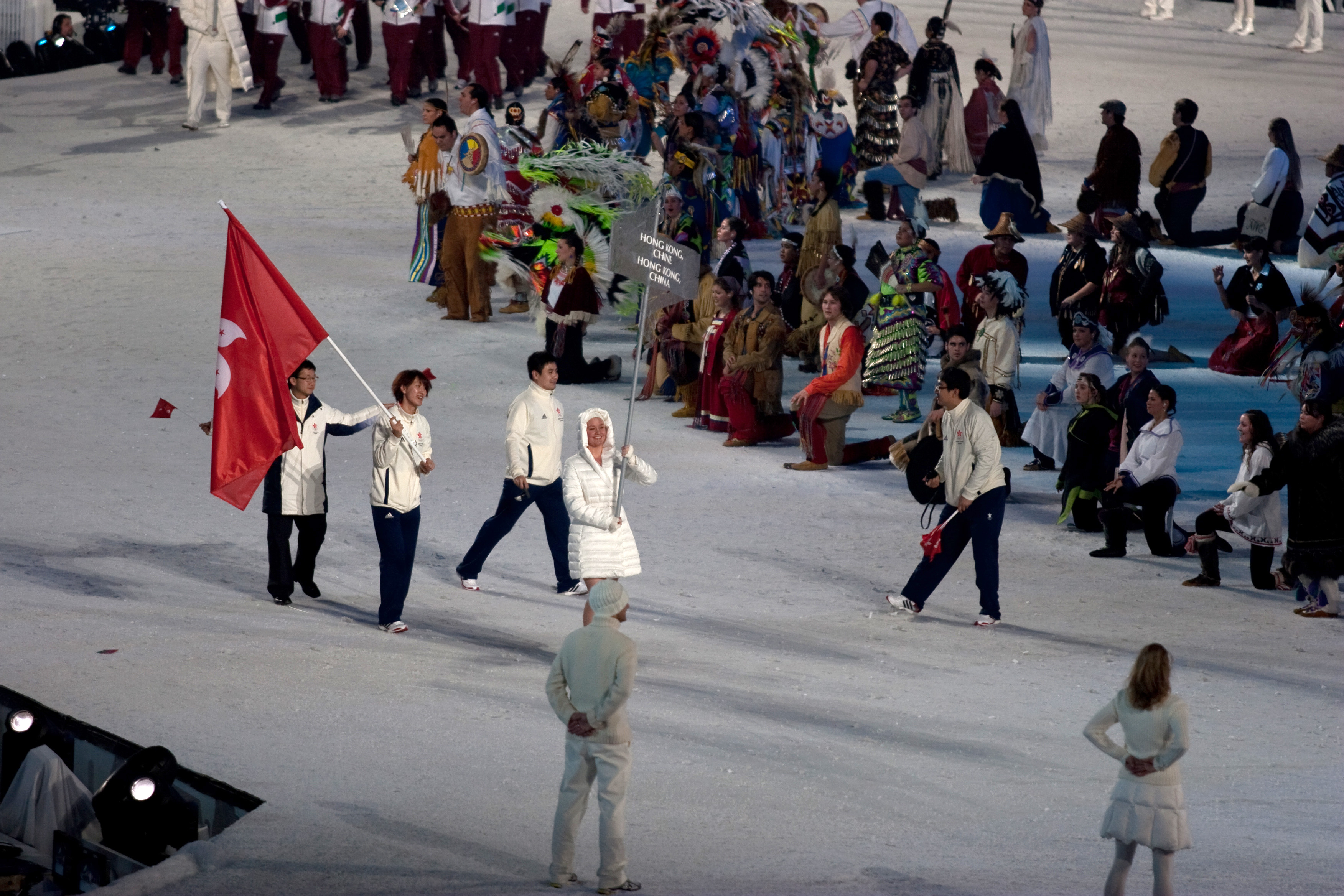
Het team van Hongkong bij de opening

Tijdens de Olympische Winterspelen van 2010, die in Vancouver (Canada) werden gehouden, nam Hongkong voor de derde keer deel aan de Winterspelen.
Voor de derde opeenvolgende keer werd er alleen deelgenomen in de sportdiscipline shorttrack, Han Yueshueng was net als in 2006 de enige deelnemer.

## Deelnemers en resultaten
(m) = mannen, (v) = vrouwen 

### Shorttrack
| Olympiër      | Onderdeel  | Resultaat | Prestatie             |
| ------------- | ---------- | --------- | --------------------- |
| Han Yueshueng | 500 m (v)  | 24e       | heat 8: 48,625 (3e)   |
| Han Yueshueng | 1000 m (v) | 27e       | heat 7: 1.38,115 (4e) |
| Han Yueshueng | 1500 m (v) | 32e       | heat 2: 2.35,742 (6e) |

Albanië · Algerije · Andorra · Argentinië · Armenië · Australië · Azerbeidzjan · België · Bermuda · Bosnië en Herzegovina · Brazilië · Bulgarije · Canada · Chili · China · Chinees Taipei · Colombia · Cyprus · Denemarken · Duitsland · Estland · Ethiopië · Finland · Frankrijk · Georgië · Ghana · Griekenland · Groot-Brittannië · Hongarije · Hongkong · Ierland · IJsland · India · Iran · Israël · Italië · Jamaica · Japan · Kaaimaneilanden · Kazachstan · Kirgizië · Kroatië · Letland · Libanon · Liechtenstein · Litouwen · Macedonië · Marokko · Mexico · Moldavië · Monaco · Mongolië · Montenegro · Nederland · Nepal · Nieuw-Zeeland · Noord-Korea · Noorwegen · Oekraïne · Oezbekistan · Oostenrijk · Pakistan · Peru · Polen · Portugal · Roemenië · Rusland · San Marino · Senegal · Servië · Slovenië · Slowakije · Spanje · Tadzjikistan · Tsjechië · Turkije · Verenigde Staten · Wit-Rusland · Zuid-Afrika · Zuid-Korea · Zweden · Zwitserland